# Veriton
Veriton – polska wytwórnia płyt gramofonowych, założona w 1959 r. i prowadzona przez Stowarzyszenie „Pax”.
W pierwszych latach działalności wytwórnia nie miała opracowanego profilu artystycznego. Wtedy ukazały się m.in. pierwsze nagrania Steni Kozłowskiej, Piotra Szczepanika, Alibabek i Partity. W 1968 r. zgodnie ze stanowiskiem Stowarzyszenia PAX i kierownictwa Zjednoczonych Zespołów Gospodarczych (bazy gospodarczej PAX-u) zdecydowano, że "Veriton" specjalizować się będzie w muzyce poważnej, przede wszystkim religijnej.
Redaktorem, reżyserem i dyrektorem artystycznym „Veritonu” w latach 1967–88 był muzykolog Jan Węcowski (w latach 1988–90 dyrektor artystyczny i zastępca pełnomocnika w wytwórni płytowej Arston). Veriton wydawał głównie dawną i współczesną muzykę sakralną, kościelną i religijną. Były to zarówno muzyczne „zabytki”, utwory pisane na zamówienie wytwórni czy też wykonywane na festiwalach (np. Wratislavia Cantans, Starosądecki Festiwal Muzyki Dawnej). W późniejszych latach działalności „Veritonu” ukazały się również płyty z muzyką popularną.
Katalog nagrań „Veritonu” – do roku 1985 – obejmuje 923 pozycje.

## Płyty winylowe 10"
- V-503 Chór męski pod dyr. Stefana Stuligrosza – Missae Gregorianae
- V-505 Gustaw Holoubek, Aleksandra Śląska, Ignacy Gogolewski / Jan Dobraczyński – "Odwiedziny w Betleem" z "Listów Nikodema" Jana Dobraczyńskiego
- V-508 Chór Męski "Harfa" – Pieśni Polskie
- V-509 Różni artyści – Pasja z "Listów Nikodema" Jana Dobraczyńskiego
- V-514, V-515 966 – 1966 – Polskie pieśni religijne; Różni wykonawcy
- V-516 Musicae Antiquae Collegium Varsoviense – Magnificat

## Płyty winylowe 12" (LP)
- SXV-701 Karol Kurpiński "Szarlatan czyli wskrzeszenie umarłych" Soliści oraz Orkiestra Kameralna Filharmonii Warszawskiej pod dyr. Jerzego Dobrzańskiego
- XV-702 Franz Joseph Haydn, Domenico Scarlatti – Sonaty Malcolm Frager (fortepian)
- SXV-703 Arcydzieła muzyki wokalnej na chór mieszany a capella Chór Akademii Medycznej w Gdańsku
- XV-704 Muzyka polskiego baroku – Chór Akademii Medycznej w Gdańsku
- XV-705 Stanisław Moniuszko – Pieśni z towarzyszeniem organów; wyk.: W. Pilewski, D. Ambroziak, Z. Nikodem, A. Hiolski (śpiew), F. Rączkowski (organy), Chór Filharmonii Narodowej pod dyr. A. Szalińskiego;
- XV-706 / SXV-706 966 – 1966 Polskie pieśni religijne; Różni wykonawcy
- XV-707 Polskie Pieśni Religijne; Chór Filharmoniczny w Gdańsku
- XV-708 Kolędy
- XV-710 Muzyka polskiego baroku – Pastorałki; Różni wykonawcy
- XV-711 Muzyka kameralna; Trio Krakowskie
- XV-712 / SXV-712 Marsze i tańce polskie; Jerzy Kołaczkowski, Orkiestra Dęta Muzyków Filharmonii Narodowej w Warszawie
- XV-713 Moniuszko – Msza Es-dur; Różni wykonawcy
- XV-714 / SXV-714 Moniuszko – Litania I Ostrobramska; Edmund Kajdasz
- VX-715 Pastorałka staropolska
- XV-716 / SXV-716 Mistrzowie baroku na organach w Leżajsku; wyk.: Józef Chwedczuk
- XV-717 / SXV-717 Kolędziołki góralskie; wyk.: Chór Chłopięcy i Męski Państwowej Filharmonii w Poznaniu pod dyr. Stefana Stuligrosza
- XV-718 / SXV-718 Missae Gregorianae; Chór Męski Państwowej Filharmonii w Poznaniu
- XV-719 Kolędy staropolskie
- XV-720 / SXV-720 Pieśni obozowe – Chór Męski Teatru Wielkiego pod dyr.Józef Bok, organy Marian Sawa, bas Bernard Ładysz, recytacja Zbigniew Zapasiewicz.
- XV-721 / SXV-721 Schumann; Malcolm Frager
- XV-722 / SXV-722 Ave Maria w muzyce; Różni wykonawcy
- XV-724 / SXV-723 Vivaldi, Martini, Albinoni; Jerzy Dobrzański
- XV-724 Polska muzyka ludowa – Suita Jasielska
- XV-725 / SXV-725 Kolędy; Chór Madrygalistów pod dyr. Antoniego Szalińskiego, Barbara Nowicka –sopran, Zofia Traczyk –alt, Włodzimierz Wierzbicki –tenor, Adrian Milewski –bas, Marian Sawa –organy
- SXV-726 Bułgarskie śpiewy cerkiewne; Chór Filharmonii Narodowej pod dyr. Antoniego Szalińskiego
- SXV-727 Organy Fromborskie; Jan Jargoń
- XV-728 / SXV-728 Polska muzyka ludowa – Podhale 1; wyk.: Zespół Związku Podhalan z Zakopanego
- XV-729 / SXV-729 Polska muzyka ludowa – Podhale 2; wyk.: Zespół Muzyki Ludowej Harnasie z Poronina (obecnie z Suchego), Zespół Muzyki Ludowej z Białego Dunajca
- XV-730 / SXV-730 Polska muzyka ludowa – Podhale 3; wyk.: Harcerski Zespół Muzyki Ludowej im. Bartusia Obrochty z Zakopanego, Zespół Muzyki Ludowej z Kościeliska
- SXV-731 Gorzkie żale – Pieśni Wielkopostne; Różni wykonawcy
- XV-732 / SXV-732 Kolędy i pastorałki; wyk.: Leokadia Rymkiewicz-Ładysz, Bernard Ładysz oraz Warszawska Orkiestra Kameralna i Chór Męski Towarzystwa Śpiewaczego "Harfa"
- XV-733 / XV-733 Organy w Oliwie i w Leżajsku. Gra Józef Serafin
- XV-734 Gorzkie żale – Pieśni Wielkopostne; Różni wykonawcy
- SXV-735 Antique Poloniae Opera Musica – Missa Brevis – Bartłomiej Pękiel
- XV-736 / SXV-736 Roman Brandstaetter – Pieśń o moim Chrystusie; Zbigniew Zapasiewicz
- SXV-737 Na zabytkowych organach w Kazimierzu gra Feliks Rączkowski
- SXV-738 Organy leżajskie. Grają Marietta Kruzel-Sawa i Marian Sawa
- XV-739, XV-740 / SXV-739, SXV-740 Dziś do ciebie przyjść nie mogę – widowisko teatralne, Wykonawca: Zespół Teatru Klasycznego
- SXV-741 Początki polifonii w Polsce; Capella Cracoviensis
- XV-742 / SXV-742 Kolędy i pastorałki popularne; 1971
- SXV-743 Johann Sebastian Bach Feliks Rączkowski
- XV-744 / SXV-744 Kołysanki kolędowe
- XV-745 / SXV-745 ...kolędować małemu; Różni wykonawcy
- XV-746 / SXV-746 Adoramus te Christe; Różni wykonawcy
- SXV-747 Laudemus Nomen Domini; Collegium Musicae Sacre
- SXV-748-749 Sergiusz Rachmaninow – Całonocne czuwanie; wyk.: Chór PRiTV we Wrocławiu pod dyr. Stanisława Krukowskiego
- SXV-750 Johann Sebastian Bach – Motety; wyk.: Cantores Minores Wratislavienses pod dyr. Edmunda Kajdasza
- SXV-751 F. Liszt – Requiem Soliści i Orkiestra Symfoniczna Filharmonii Narodowej pod dyr. Jerzego Kołaczkowskiego
- SXV-752 Hugh McLean (organy) J.S. Bach for the Season of Christmas played by Hugh McLean on the organ of Kamień Pomorski
- SXV-753/6 Gomółka – Melodie na Psałterz Polski; Cantores Minores Wratislavienses
- SXV-757/8 Częstochowa Muzyka z Jasnej Góry ( wyk.: M. Sawa, J. Siedlik(org), Madrygaliści, Chór AM w Gdańsku, Chór dyr. S. Stuligrosz, Chór Jasnogórski dyr. W. Kościelecki, Chór Filharmonii Narodowej i in.)
- SXV-759 "Harfa" śpiewa pieśni polskie; Chór Męski Towarzystwa Śpiewaczego "Harfa"
- SXV-760 Msze; Chór Męski Cantilena
- SXV-761/2 Śpiewnik dla dzieci – Zima, Wiosna, Lato, Jesień – słowa Maria Konopnicka; wyk.: Wrocławskie Skowronki Radiowe dyr. Edmunda Kajdasza
- SXV-763 Kolędy i pastorałki – Stanisław Wiechowicz; wyk.: Cantores Minores Wratislavienses pod dyr. Edmunda Kajdasza
- SXV-764 Polska muzyka ludowa – Pory roku na wsi pszczyńskiej
- SXV-765 Kolęda polska; wyk.: Teresa Rutkowska – fortepian
- SXV-766 Antiquae Poloniae Opera Musica – Antoni Milwid – Sub Tuum Praesidium; wyk.: Capella Cracoviensis pod dyr. Stanisława Gałońskiego
- SXV-767/8 J.S. Bach – Orgelbuchlein; Hugh J. McLean
- SXV-769 Soler, Blanco; Joachim Grubich
- SXV-770 Oratorium Oświęcimskie; Różni wykonawcy
- SXV-771 Jan Sebastian Bach – Motety (II); wyk.: Cantores Minores Wratislavienses pod dyr. Edmunda Kajdasza
- SXV-772 Kolędy kompozytorów polskich (I);  M. Sutkowska – sopran, Z. Nikodem – tenor, M. Sawa – organy, Chór Filharmonii w Gdańsku dyr. L. Snarski, Chór Chłopięcy i Męski Filharmonii w Poznaniu dyr. S. Stuligrosz
- SXV-773/4 Szopka w Dachau; Różni wykonawcy
- SXV-775 da Palestrina – Śpiewy Wielkiego Tygodnia; Cantores Minores Wratislavienses
- SXV-776 Hej bracia, czy śpicie; Chór Męski Cantilena
- SXV-777 Opera Monodiae Clarissima; Cantores Minores Wratislavienses
- SXV-778 Witold Lutosławski – 20 kolęd; wyk.: Krystyna Szostek-Radkowa (sopran), Andrzej Hiolski (tenor), Jerzy Witkowski (fortepian)
- SXV-779 Benedyktyńskie śpiewy chorałowe; Benedyktyni Opactwa w Tyńcu
- SXV-780 Pasterze, pasterze; wyk.: Poznański Chór Chłopięcy pod dyr. Jerzego Kurczewskiego
- SXV-781/5 Responsoria; Cantores Minores Wratislavienses
- SXV-786 Helmut Nadolski – Medytacje; Helmut Nadolski
- SXV-787 Godspell; The Avenue Singers and Chorus
- SXV-788 Pieśni; Różni wykonawcy
- SXV-789 Коладки – Kolędy prawosławne; wyk.: Wanda Polańska, Halina Domańczuk i Zespół Muzyki Cerkiewnej Warszawskiej Opery Kameralnej pod dyr. Jerzego Szurbaka
- SXV-790 Odeszli z różą w sercu; Różni wykonawcy
- SXV-791 Adeste fideles... Kolędy różnych narodów; wyk.: Chór Chłopięcy i Męski Państwowej Filharmonii w Poznaniu pod dyr. Stefana Stuligrosza
- SXV-792 Witold Lutosławski – Piosenki dla dzieci; Wrocławskie Skowronki Radiowe
- SXV-793 Piosenki dla dzieci kompozytorów polskich; Wrocławskie Skowronki Radiowe
- SXV-794 Przedszkolaki śpiewają; Wrocławskie Skowronki Radiowe
- SXV-795 Kolędy polskie; wyk.: Wiesław Ochman i Capella Arcis Varsoviensis pod dyr. Marka Sewena
- SXV-796 Religious songs; wyk.: Paulos Raptis (tenor) i Capella Arcis Varsoviensis pod dyr. Marka Sewena
- SXV-797 Veni Creator na uroczystość ślubną; Wiesław Ochman – śpiew, Marian Sawa – organy, Klemens Kamiński – organy
- SXV-798 Polskie pieśni eucharystyczne; Różni wykonawcy
- SXV-799 Feliks Nowowiejski – Utwory organowe; Otto Baron
- SXV-800 Canzoni Napoletane; Wiesław Ochman
- SXV-801 Z archiwum Veritonu (1) Ulubieni piosenkarze; Różni wykonawcy
- SXV-802 Z archiwum Veritonu (2) Modne rytmy – Retro; Różni wykonawcy
- SXV-803 Z archiwum Veritonu (3): Nasze debiuty – Soliści; Różni wykonawcy
- SXV-804 Z archiwum Veritonu (4): Nasze debiuty – Zespoły; Różni wykonawcy
- SXV-805 Baśnie Andersena w piosence; Irena Santor
- SXV-806 Recytuje utwory; Kazimierz Opaliński
- SXV-815 "HARFA" śpiewa kolędy polskie; Halina Słonicka - sopran, dyrygenci - Jerzy Kołaczkowski, Andrzej Bansiewicz, Tadeusz Olszewski.
- SXV-828 Różni wykonawcy Polish Musical Families – Kawallowie
- SXV-827 Różni wykonawcy Antiquae Poloniae Opera Musica
- SXV-829 Kolędy polskie; Teresa Żylis-Gara – śpiew (sopran), Orkiestra Kameralna PRiTV w Poznaniu, Chór Chłopięcy i Męski Państwowej Filharmonii w Poznaniu pod dyr. Stefana Stuligrosza
- SXV-832 Różni wykonawcy Starosądecki festiwal muzyki dawnej
- SXV-834 Różni wykonawcy 13th Wratislavia Cantans Festival ’78
- SXV-835 Marek i Wacek Marek i Vacek grają UTWORY ROMANTYCZNE
- SXV-842 Ewangelicki Chór Kościelny w Wiśle Ojcowski dom – Kościelne pieśni ewangelickie
- SXV-843 Chór Akademicki ATK W Warszawie, Zbigniew Piasecki Przybieżeli do Betlejem
- SXV-844 Kolędy polskie; Eleni oraz  Orkiestra Smyczkowa PRiTV w Poznaniu i Chór Chłopięcy pod dyr. Stefana Stuligrosza, Waldemar Majewski – dr, Piotr Kałużny – key, Aleksander Białous – g, Zbigniew Wrombel – bg
- SXV-848 "Boże coś Polskę" śpiewa Mazowsze 1982
- SXV-850 Kapela Czerniakowska Piosenki wojenne i okupacyjne 1980
- SXV-896 Kiedy pierwsza gwiazdka błyśnie – kolędy polskie śpiewa Leonard Mróz; Leonard Mróz (bas) oraz Capella Arcis Varsoviensis pod dyr. Marka Sewena
- SXV-899 Przecudne oblicze mej Pani, 1983[2]
- SXV-916 The Jordanaires sing Elvis' favourite spirituals
- SXV-923 Zespół Regionalny Ziemi Cieszyńskiej 1985
- SXV-927 Bóg w Eucharystii – Pieśni na Kongres Eucharystyczny 1987 roku; Chór Studentów Akademii Muzycznej w Warszawie pod dyr. Romualda Miazgi, Marian Sawa – organy, 1987
- SXV-928 Fantazja na smyczki; Roman Lasocki
- SXV-1001 Terra Deflorata; Czesław Niemen, 1989
- SXV-1002 Kuba – Buba; Arfik, 1989
- SXV-1003 Encores; Polscy Soliści, Orkiestra Kameralna, Maciej Jezierski
- SXV-1004 Letnia zadyma w środku zimy; 2 LP, Różni wykonawcy, 1989
- SXV-1005 Lecz póki co żyjemy; Pod Budą, 1990
- SXV-1006 Innym niepotrzebni; Non Iron
- SXV-1007 Darmozjady; Darmozjady, 1990
- SXV-1008 Najemnik; Dżem
- SXV-1009 Wild minds; Marek Surzyn – perkusja, Krzysztof Ścierański – gitara basowa, Wiesław Dobrut – gitara basowa, Andrzej Rejman – instrumenty klawiszowe
- SXV-1010 Pan Radością Mą; Adoramus
- SXV-1011 The wind of sorrow; El Division, 1989
- SXV-1012 Wigilia z Hanną Banaszak; Hanna Banaszak – śpiew, Henryk Miśkiewicz – saksofon, Andrzej Jagodziński – akordeon, syntezatory, Jacek Niedziela – kontrabas, Janusz Strobel – gitara, Eryk Kulm – perkusja
- SXV-1013 Foreign Affair; Tina Turner
- SXV-1014 VOX; Vox: Andrzej Kozioł, Witold Paszt, Jerzy Słota, Dariusz Tokarzewski – śpiew; Winicjusz Chróst – gitara, instr. klawiszowe, Janusz Skowron – instr. klawiszowe, Janusz Smyk – saksofon
- SXV-1015 Obrazki Z Wystawy / Walce; Bogusław Strobel, M. Musorgski, F. Chopin
- SXV-1016  Nowe Piosenki; 2LP; Michał Bajor
- SXV-1017 Listen Without Prejudice; George Michael
- SXV-1018 London Warsaw New York; Basia
- SXV-1019 Dzielmy miłość między nas; Danuta Stankiewicz

XV – płyta w wersji monofonicznej
SXV – płyta w wersji stereofonicznej

## Płyty winylowe 7" (single i EP)
- 0086 Różni wykonawcy – Zapłonęły choinkowe świeczki
- 0099 Zespół Chóralny Tadeusza Dobrzańskiego, Tadeusz Machl – Polskie kolędy chóralne
- 0101 / V-101 Kolędy Polskie: Z narodzenia Pana, Lulajże Jezuniu/ Anioł Pasterzom mówił, Przybieżeli do Betleem
- 0102 / V-102 Kolędy Polskie: Bóg się Rodzi, W Dzień Bożego Narodzenia, Dzisiaj w Betleem, Jezus Malusieńki
- 0103 Stach Matysiak – Piosenki Stacha
- 0105 / V-105 Orkiestra Kameralna Stanisława Michaleka – Ulubione Utwory
- V-106 Zbigniew Kurtycz, Zespół Instrumentalny dyr. Jerzy Herman Piosenki sentymentalne – "Nikt o tym nie wie oprócz nas", "Lipcowe wspomnienia" / "Musisz", "Piosenka o dziwnym kiosku"
- 0108 Chór Chłopięcy i Męski Państwowej Filharmonii w Poznaniu, Stefan Stuligrosz – Cum Jubilo – Msza Gregoriańska Nr IX
- 0109 Chór Męski i Chłopięcy Państwowej Filharmonii Poznańskiej, Stefan Stuligrosz – Dawna polska muzyka chóralna
- 0115 Duet Fortepianowy B-ci Jurkowskich – Wiązanka walców
- 0116 Kwartet Instrumentalny Lesława Lica – Zaczarowany klarnet
- 0117 Barbara Muszyńska – Nie wiem, Nie wiem
- 0118 Jerzy Gert, Orkiestra Symfoniczna Krakowskiej Rozgłośni Polskiego Radia – Warszawskie gołębie
- 0124 Cezary – Przy mym domku
- 0132 The Feliks Dzierżanowski Polish Folk Band – Hej tam od Krakowa
- 0133 Zespół Instrumentalny Musette – Walce bulwarowe
- 0135 Polska Kapela Ludowa – Nie masz tańca nad mazura
- 0136 Zespół Instrumentalny J. Pecci – Rytmy południowe
- 0140 Zespół Harmonistów Tadeusza Wesołowskiego – Wesołe akordeony
- 0141 Chór Męski pod dyrekcją Stefana Stuligrosza – De Angelis – Msza Gregoriańska Nr VIII
- 203 Lidia Czarska, Edward Kluczka, Orkiestra Taneczna Waldemara Kazaneckiego / Janusz Gniatkowski, Zespół Jazzowy Jerzego Hermana – Bella Bella Donna / Kasztany / Błękitny kwiat / Zimowa piosenka
- 204 Sekstet Organowy Andrzeja Kurylewicza – Damask
- 205 Orkiestra Salonowa St. Łódzkiego* – Wiedeńskie dziewczęta
- 209 Zespół Harmonistów T. Wesołowskiego / Zespół Instrumentalny T. Kozłowskiego* – Podkóweczki dajcie ognia, Od sąsiada do sąsiada / Białe storczyki, Pojadę, pojadę
- 212 Zespół Jazzowy A. Pradelli – Stenia, Maja, Wystarczy jeden uśmiech twój, W kołeczku z nami
- 217 Marta Mirska / Zbigniew Rawicz – Już nie myśl o mnie więcej, Czy tak, czy nie / Santa Lucja, Capri
- 219 Jerzy Michotek – Dzien dobry ci smutku
- 223 Jerzy Michotek, Natasza Zylska, Janusz Gniatkowski – Szkoda lata, Kobieta i mężczyzna, Czekolada
- 224 Rene Glaneau – Moulin Rouge, Martwe Liście, Car Je T'Aime, C'est Magnifique
- 242 Stanisław Moniuszko – Piesni St. Moniuszki
- 252 Zesp. Instr. K. Turewicza / Ork. R. Damrosza – Tango Capriccio, Tango Crescendo / Mirów, Majowy Deszczyk
- 253 Trio A. Kurylewicza, Wojciech Karolak, Wanda Warska "Lover man", "Stompin at the Savoy" / "Ballada o straconej gaży", "Moonray"
- 254 Andrzej Kurylewicz Quartet – Somnambulicy
- 255 Rena Rolska, Hanna Rek, Sława Przybylska, Irena Santor – Jeszcze poczekajmy, Powiedz, gdzie pójdziesz nocą, Kuglarze, To płynie czas
- 256 Marta Mirska, Olgierd Buczek, Zbigniew Rawicz, Rena Rolska – Charmine, Hanka, Amapola, Marguerita
- 262 Zespół Instrumentalny Górkiewicza i Skowrońskiego, Orkiestra Taneczna Piotra Szymanowskiego – Ju – Bi, Ju – Bo, Domyśl się / Siedem czerwonych róż, Na wzgórzach Mandżurii
- 266 Hanna Skarżanka – Człowiek, którego kocham / Kolczyk i ostroga
- V-268 Ludmiła Jakubczak "Alabama" / "Szeptem", "Do widzenia Teddy" 1962
- 269 Irena Santor – Embarras
- 270 Sława Przybylska – Siedem strun, Nie mów mi nic, Tak mało Cię znam, Kuglarze
- 279 Zespół Instr. L.Bogdanowicza, śpiewa Bożena Grabowska, "Modne tańce seria I" – "Bossa nova dla zakochanych", "Weźmiemy tylko namiot", "Mocny John", "Twist – twist"
- 281 Halina Kunicka, Czwórka Szacha, Warszawskie Smyczki – Modne tańce seria II
- V-305 Warszawskie Smyczki, Halina Kunicka, Violetta Villas – To przecież charleston (Halina Kunicka – śpiew), Hiacyntowe tango, Wachlarz (Violetta Villas – śpiew), Wesoły Longinek
- V-308 Piotr Szczepanik Kolędy – "Cicha noc", "Jezus malusieńki" / "W żłobie leży", "Przybieżeli do Betlejem"
- V-339 Juliusz Wystup "Ballady Marynarskie" – Co się zdarzyło jeden raz; Opuszczamy krypę; Bramy Meksyku; Brzeg wysoki jest w Dundee

## Kasety
- VK 001 Kolędy Polskie. Polish Christmas Carolsl; Wiesław Ochman
- VK 003 Kolędy Polskie. Polish Christmas Carolsl; Eleni
- VK 009 Ave Maria W Muzyce; Różni wykonawcy
- VK 010 Boże Coś Polskę; Mazowsze
- VK 011 The Wind of Sorrow; El Division
- VK 012 VOX; VOX
- VK 016 Terra Deflorata; Czesław Niemen
- VK 024 Z archiwum Veritonu (4): Nasze debiuty – Zespoły; Różni wykonawcy
- VK 028 Biała Gwiazdka; Danuta Stankiewicz
- VK 034 Hej nam hej! Kolęda; Eleni, Piotr Szczepanik i Ricercar 64, Filipinki, Partita